# Maria Arnal
Maria Arnal Dimas (Badalona, 1987) es una artista, cantante y compositora española. Combina su faceta de pop, electrónica y música tradicional polifónica con proyectos que experimentan con el sonido, la tecnología y el arte.

## Biografía
Crece en la localidad de Badalona. Sus padres son profesores de primaria y de secundaria. Desde muy pequeña se interesa por la música y la danza y participa en concursos de coros escolares. Durante la adolescencia empieza a tocar el piano y la guitarra y empieza a componer sus primeras canciones. Estudia la carrera de Traducción e Interpretación y Literatura, cursando japonés y más tarde italiano, francés y portugués. Vive dos años en Lisboa, donde conecta con la música tradicional de Portugal. Vuelve a Barcelona y cursa el máster de Artes Escénicas MOIET, de la UAB, UPF e Institut del Teatre. Compagina trabajos de profesora con el de acomodadora en el Teatre Lliure, donde reconoce haber visto tantas veces los mismos espectáculos que forjaron en ella un criterio estético. En este teatro se rompe el fémur y durante la recuperación reconecta con la música y el canto, descubre el archivo de Alan Lomax y decide empezar su propio proyecto musical. 
Estudia en la Escuela de música moderna de Badalona, donde su profesor de canto la anima a crear un repertorio a partir de las grabaciones de campo de Alan Lomax y las canciones tradicionales ibéricas. Empieza a tomar clases particulares de su profesor de canto Jasmin Martorell. Crea un repertorio y empieza a trabajar con el músico Marcel Bagés y el sello Fina Estampa.

## Carrera
Entre 2017 y 2023, publica dos álbumes, con sus respectivas giras; presenta diferentes proyectos que enlazan música, arte y tecnología; compone varias bandas sonoras; empieza a pinchar como dj y compone su siguiente álbum largo.

### 45 cerebros y 1 corazón(2017)
Es su debut. Conceptualmente explora la idea de memoria en la música tradicional, partiendo de las fosas comunes de la guerra civil española, aún no dignificadas. Este álbum, compuesto con Marcel Bagés y producido por David Soler, reúne composiciones propias y versiones de canciones tradicionales y obtiene un gran reconocimiento de la crítica española: Mejor álbum, Canción del año, Mejor artista emergente y Mejor disco pop entre otros. La gira de presentación de dicho álbum termina con ciento cincuenta conciertos y actuaciones por cuatro continentes.

### Clamor(2021)
Su segundo álbum largo. Conceptualmente explora la idea del fin del mundo, partiendo de los relatos sobre la crisis climática. Compuesto  junto con Marcel Bagés y producido por David Soler, con dirección artística de José Luis de Vicente, cuenta con grandes colaboraciones internacionales. A raíz del featuring en el disco de Kronos Quartet Long time passing: Kronos quartet and friends celebrating Pete Seeger, Maria les propone una colaboración en la canción Jaque de Clamor. La productora Holly Herndon produce El Cant de la Sibil•la, un arreglo del drama litúrgico milenario con voces sintéticas generadas por una inteligencia artificial. La gira pasa por los festivales más importantes nacionales, con actuaciones memorables y gran reconocimiento, como el concierto en el Sónar 2022, junto al coro de chicas del Orfeó Català.

### AIRE(Bienal de Arquitectura de Venecia, 2021)
Crea una pieza sonora para la Bienal de Arquitectura de Venecia, con el productor John Talabot, para 45 altavoces, sobre la contaminación del aire y la emergencia climática. Un proyecto comisariado por Olga Subirós que se estrena en Venecia el año 2021 y del que se publica el EP AIRE con el sello Hivern.

### Sirena(2022)
Compone, junto al productor John Talabot, una pieza coral generativa que reacciona a tiempo real con el big data de la ciudad de Barcelona y que se expone permanentemente en la icónica Torre Glòries, de Jean Nouvel, en Barcelona. Es una pieza que reacciona a los cambios en la temperatura del mar, la polución del aire, o eventos cósmicos como los solsticios, entre más de 150 variables, y que no se repite nunca.

### Cada capa de l'atmosfera(2023)
Dirige este proyecto sonoro junto a José Luis de Vicente, producido por el CCCB, que reflexiona sobre la conciencia sonora para conectar con la crisis climática desde nuevas perspectivas. Colabora con artistas, científicos y filósofos internacionales como Suzanne Ciani, Timothy Morton, etc. Recibe gran reconocimiento, dos nominaciones a los premios ONDAS 2023.

### La sibil•la del solsticiy otros proyectos
Desde 2021 dirige el espectáculo El cant de la Sibil•la durante la noche del solsticio, cada año en un lugar diferente. En 2021 se celebra en la sala Oval del Museo de Arte Nacional de Cataluña y en 2022 en la iglesia de Sant Felip Neri, ambos en Barcelona. Durante 2022 colabora con artistas como Loloysosaku, Fito Conesa, Eduard Escoffet y en centros de arte y festivales como la Bienal de la Ciencia 2023. Empieza a pinchar en salas. Crea la banda sonora del documental Alteritats, de Alba Cros y Nora Haddad, entre otros proyectos que verán la luz en 2024. Compone su siguiente álbum largo en solitario.

## Premios y distinciones
- Premio Ciutat de Barcelona 2016
- Artista emergente, Premis Arc 2017
- Artista del año, Premios The Creative 2018
- Premio Altaveu Artista del Año 2018
- Premio a Mejor disco Nacional, Premios MIN 2018
- Premio Ojo Crítico, Premios MIN 2018
- Artista Revelación, Premios MIN 2018
- Mejor disco Pop, Premios MIN 2018
- Mejor canción nacional de los Premios de la Música independiente 2018
- Mejor disco del año por Mondosonoro 2018
- Mejor directo del año, Premios MIN 2022
- Premios Ruido a mejor disco del año 2021
- Premios Alícia 2022
- Nominación a dos premios Ondas por Cada Capa de l’Atmosfera 2023
- Premi Continuarà-Culturas 2, otorgado por RTVE Cataluña, en 2024. [3]
- Premio Gaudí Mejor música original 2024, por Polvo serán. [4]

## Discografía
- 45 cerebros y 1 corazón (LP, 2017)[5]
- CLAMOR (LP, 2021)